# Зограф Олександр Миколайович
Зограф Олександр Миколайович (10.03(26.02).1889–17.01.1942) — нумізмат, археолог, філолог, мистецтвознавець. Доктор історичних наук (1939). Народився в м. Москва в родині професора зоології Московського університету М.Зографа. 1907 закінчив із золотою медаллю 3-ю Московську гімназію, навесні 1912 з дипломом 1-го ст. — відділення класичної філології історико-філологічного факультету Московського університету. Під час навчання поділяв інтереси між історією античної літератури (переважно латинської) й історією античного мистецтва. В університетські роки захопився античною нумізматикою й присвятив їй своє наукове життя. По закінченні університету викладав грецьку та латинську мови в гімназії, а далі присвятив себе дослідженням у галузі античної нумізматики. 22 квітня 1913 був обраний членом-кореспондентом, а 1917 — дійсним членом Московського нумізматичного товариства. З 1914 по 1922 працював у Музеї образотворчих мистецтв, спочатку практикантом, згодом зав. Нумізматичним підвідділом. У ці роки багато навчився у видатного нумізмата О.Орєшникова. В музеї З. проводив класифікацію античних монет, описав його нумізматичну колекцію, склав її каталог. 1920–21 читав курс історії мистецтва в Іваново-Вознесенському інституті народної освіти. Від 1 жовтня 1922 З. розпочав працю у відділення нумізматики Державного Ермітажу, переїхавши до Петрограда (нині м. Санкт-Петербург). Від 1935 очолив відділення нумізматики. Одночасно З. працював у Державній академії історії матеріальної культури (з 1937 — Інститут історії матеріальної культури АН СРСР), з 1923 по 1928 — у Державному інституті історії мистецтв у Москві (приїжджаючи з Ленінграда; нині м. С.-Петербург). Усе життя викладав древні мови: у гімназії, а з 1925 — у Ленінградському університеті. Перекладав твори латинських авторів Марка Тулія Ціцерона та Гая Плінія Секунда (Старшого). Працюючи в Ермітажі, читав лекції, влаштовував нумізматичні виставки, консультував учених і колекціонерів. Неодноразово брав участь в археологічних розкопках Ольвії та в Керчі, визначав монети, знайдені археологами на місці давньогрецьких поселень античних держав Північного Причорномор'я. 1926–39 здійснив кілька поїздок до музеїв Києва, Одеси, Миколаєва, Ольвії, Херсона, Євпаторії, Севастополя, Керчі для ознайомлення з колекціями монет античних міст Півн. Причорномор'я, що допомогло йому стати кращим знавцем античної нумізматики цього регіону. Предметом його досліджень була монета як археологічна пам'ятка, історичне джерело, фактор економічної історії. Першим у країні З. почав вивчати монети як художнє явище. Головна праця життя — «Античні монети», завершена близько 1940, в якій він чільну увагу присвятив нумізматичним пам'яткам Півн. Причорномор'я. Понині праця користується авторитетом у науковому світі. 1939 Вища атестаційна комісія надала З. науковий ступінь доктора історичних наук honoris causa. Під час Великої вітчизняної війни Радянського Союзу 1941—1945 З. залишився в блокадному Ленінграді й після важкої хвороби помер, не доживши до 53 років. Його праці є важливим внеском в античну нумізматику та археологію, досі до них звертаються фахівці й любителі.